# Brotis
Brotis là một chi bướm đêm thuộc họ Noctuidae.